# Ruswil
Ruswil é uma comuna da Suíça, no Cantão Lucerna, com cerca de 6.383 habitantes. Estende-se por uma área de 45,25 km², de densidade populacional de 141 hab/km². Confina com as seguintes comunas: Buttisholz, Malters, Menznau, Neuenkirch, Nottwil, Werthenstein, Wolhusen.
A língua oficial nesta comuna é o Alemão.